# Фандера, Оксана Олеговна
Окса́на Оле́говна Фанде́ра (род. 7 ноября 1967, Одесса, Украинская ССР, СССР) — советская и российская актриса театра и кино.

## Биография
Родилась 7 ноября 1967 года в городе Одессе, Украинская ССР, СССР.
Отец — Олег Фандера, актёр, по национальности — наполовину украинец, наполовину цыган, мать — еврейка. В 1960-х годах отец был актёром Одесского русского драматического театра имени А. В. Иванова, в начале 1970-х годов переехал в Хабаровск, работал в Драматическом театре Краснознамённого Дальневосточного военного округа (КДВО) в Уссурийске. Когда ей было 14 лет, её мать повторно вышла замуж, и они переехали в Москву.
В 1988 году заняла второе место на первом в СССР конкурсе красоты «Московская красавица».
В 1993 году окончила ГИТИС (мастерская Анатолия Васильева).
Сыграла в нескольких фильмах своего мужа — режиссёра Филиппа Янковского: «В движении», «Статский советник» и «Каменная башка».
- Муж — Филипп Янковский (род. 10 октября 1968), актёр и кинорежиссёр, поженились в 1990 году[4].
- Дочь — Елизавета (род. 1 мая 1995), актриса. Сын Иван (род. 30 октября 1990), актёр. Внук Олег (родился 26 июня 2021).[источник не указан 1153 дня]
- Невестка — Диана,актриса.
- Свёкор — Олег Янковский (1944—2009), народный артист СССР.
- Свекровь — Людмила Зорина (род. 1 мая 1941), советская и российская актриса; заслуженная артистка Российской Федерации, жена Олега Янковского
- Отец — Олег Фандера (1934—2002), актёр, народный артист России.

## Творчество

### Фильмография
| Год       |    | Название                             | Роль                                                   |
| --------- | -- | ------------------------------------ | ------------------------------------------------------ |
| 1979      | ф  | Приключения Электроника              | школьница, называвшая Чижикова Рыжиковым               |
| 1988      | ф  | Корабль                              | Юшка (прообраз — Юлия Долгорукова)                     |
| 1988      | ф  | Утреннее шоссе                       | Наташа                                                 |
| 1989      | тф | Зима в раю                           | Катя                                                   |
| 1989      | ф  | Сталинград                           | Наташа                                                 |
| 1990      | ф  | Дураки умирают по пятницам           | Яна                                                    |
| 1995      | тф | На углу, у Патриарших                | Наталья Николаевна Румянцева, искусствовед             |
| 1998      | ф  | Дрянь хорошая, дрянь плохая          | Наташа                                                 |
| 2000      | тф | Витрина                              | снималась                                              |
| 2000—2001 | с  | Чёрная комната                       | Катя / жена                                            |
| 2002      | ф  | В движении                           | Вера                                                   |
| 2002      | ф  | Одиночество крови                    | Грета                                                  |
| 2002      | тф | Шатун                                | Ирина Гончарова                                        |
| 2003      | ф  | Третий вариант                       | Серафима                                               |
| 2004      | с  | Ландыш серебристый-2                 | Жанна                                                  |
| 2005      | ф  | Казароза                             | певица                                                 |
| 2005      | ф  | Статский советник                    | графиня Ольга Алексеевна Добринская (террористка Игла) |
| 2008      | ф  | Каменная башка                       | Таня                                                   |
| 2008      | ф  | Красный жемчуг любви                 | Мария                                                  |
| 2010      | ф  | Про любоff                           | Лада, жена Влада                                       |
| 2011      | ф  | Огни притона                         | мама Люба, хозяйка борделя                             |
| 2012      | ф  | Долина роз                           | София                                                  |
| 2012      | ф  | Пока ночь не разлучит                | посетительница ресторана                               |
| 2012      | ф  | Соловей-Разбойник                    | Прима (Изабелла Юрьевна Папаяни)                       |
| 2013      | с  | Городские шпионы                     | Катя Ракитина                                          |
| 2014      | с  | Чудотворец                           | Вера Чернышёва                                         |
| 2015      | с  | Новогодний рейс                      | Вера Павловна, бывшая рок-певица                       |
| 2015      | ф  | Глубина                              | Мадам                                                  |
| 2016      | ф  | Салют-7                              | Светлана Лазарева                                      |
| 2017      | с  | Неуловимые                           | Фирочка Танцорка, мошенница                            |
| 2018      | ф  | Свидетели (новелла «Брут»)           | Розанна                                                |
| 2018      | ф  | Вечная жизнь Александра Христофорова | Маргарита, психотерапевт                               |

### Прочее
3—4 октября 2014 года актриса приняла участие в международном онлайн-марафоне «Каренина. Живое издание», организованном Музеем-усадьбой Л. Н. Толстого «Ясная Поляна» совместно с компанией «Google», где впервые в мире семьсот человек из разных городов и стран в прямом эфире за тридцать часов прочли знаменитый роман «Анна Каренина».
25 сентября 2015 года актриса приняла участие в театрализованных онлайн-чтениях произведений А. П. Чехова «Чехов жив».

## Награды и номинации
- 2006 — номинации на премию MTV Russia Movie Awards: «Лучшая женская роль» и «Лучший поцелуй» (с Константином Хабенским) (фильм «Статский советник»).
- 2011 — номинация на премию «Белый слон» Гильдии киноведов и кинокритиков России за «Лучшую главную женскую роль» (фильм «Огни притона»)[6].
- 2012 — приз «За лучшее исполнение женской роли» V Чебоксарского международного кинофестиваля (фильм «Огни притона»)[7].
- 2012 — номинация на премию «Ника» за «Лучшую женскую роль» (фильм «Огни притона»).
- 2019 — приз за лучшую женскую роль (за роль в фильме «Брут») на III-ем Кинофестивале «17 мгновений…» имени Вячеслава Тихонова[8]